# Bernd Klötzer
Bernd Klötzer (Neurenberg, 1941) is een Duitse beeldhouwer en tekenaar.

## Leven en werk
Klötzer volgde van 1957 tot 1960 een grafische opleiding en studeerde van 1963 tot 1964 aan de Akademie der Bildenden Künste in Neurenberg. Hij voltooide een lerarenopleiding kunstpedagogie in 1967. Hij won in 1975 de Villa-Romana-Preis voor een verblijf in Florence en kreeg in 1976 een werkbeurs van het Bundesverband der Deutschen Industrie. In 1981 won hij de Förderpreis der Stadt Nürnberg en in hetzelfde jaar stelde hij zijn werk tentoon in de Städtische Galerie im Lenbachhaus in München. Ten slotte kreeg hij in 1989 de Philip-Morris-Preis voor een verblijf in de Werkstatt Berlin.
De kunstenaar woont en werkt sinds 1987 in zijn geboortestad Neurenberg. Van 2001 tot 2004 was hij docent aan de Neurenbergse kunstacademie.Zijn werk werd in 2008 getoond in een retrospectieve in de Städtische Galerie Erlangen.

## Enkele werken in de openbare ruimte
- Isolation-Verbindung (1984/92), collectie Kunstpalais Erlangen (voorheen Städtische Galerie) in Erlangen
- Säulenpaar (1994), Südgelände Friedrich-Alexander-Universität-Erlangen
- Fuge 2 (2004), Beeldenpark van het Neues Museum Nürnberg in Neurenberg

## Fotogalerij

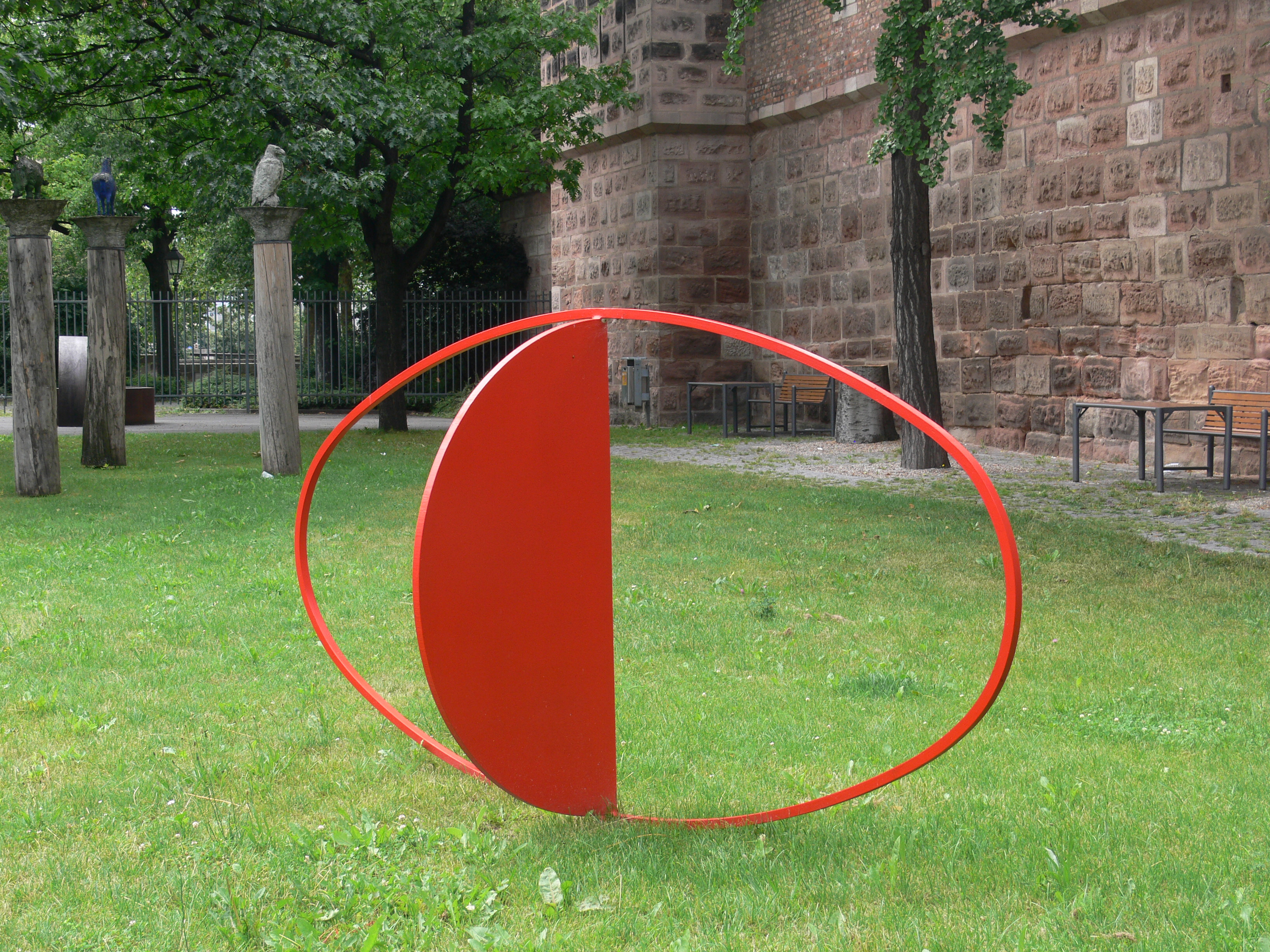
Fuge 2 (2004), Neurenberg